# 近江孝行
近江 孝行（おうみ たかゆき、1982年10月6日 - ）は、滋賀県大津市出身の元サッカー選手、サッカー指導者。
ポジションは、MF。

## 来歴
小学生の頃からサッカーを始め、滋賀県立草津東高等学校時代の第79回全国高等学校サッカー選手権大会では準優勝に貢献。同大会の優秀選手に選ばれ、高校選抜の一員としてヨーロッパ遠征のメンバーにも選出される。高校卒業後は近畿大学に進学し、4回生の時は主将を務める。
大学卒業後、ドイツに渡り、2005年シーズンにSSV Eintracht Überherrnに入団し、2006年から2008年まではEisbachtal 1919に所属する。その後、コーチの勉強のためにニュージーランドへ渡り、ドイツで長年活躍したウィントン・ルーファーが立ち上げたサッカースクール、ウィナーズ（WYNRS）で働く。その間にも選手として2部リーグのオネハンガ･スポーツでプレーし、2009年には2部リーグ最優秀選手に選ばれる。その後ニュージーランド1部リーグであるヤングハート･マナワツから獲得の打診を貰い2009年10月よりプレーする。2010年には元日本代表の岩本輝雄以来の日本人選手としてオークランド・シティFCに入団。
その後2011年にはシドニーに拠点を移し、オーストラリア2部リーグでもあるシドニー・オリンピックFCとプロ契約を果たし、その年にはインドのプロリーグ・Iリーグのエア・インディアFCに移籍をする。
現在はドイツで日本人向けのサッカーに携わる仕事を行う。

## 所属クラブ
- 滋賀県立草津東高等学校
- 近畿大学
- 2005年  滋賀FC (現・レイジェンド滋賀FC)
- 2005年  SSV Eintracht Überherrn
- 2008年   Eisbachtal 1919
- 2008年 - 2009年  オネハンガ･スポーツ
- 2009年 - 2010年  ヤングハート･マナワツ
- 2010年  オークランド・シティFC
- 2011年  シドニー・オリンピックFC
- 2011年9月 - 2012年4月  エア・インディアFC